# Afzelequina
Afzelequina es un flavan-3ol, un tipo de flavonoide. Se puede encontrar en Bergenia ligulata (como Paashaanbhed en Ayurveda la medicina tradicional de la India).

## Metabolismo
(2R,3S)-catequina:NADP+ 4-oxidoreductasa transforma cis-3,4-leucopelargonidina en afzelequina.

## Glycosidos
Arthromerin A (afzelechin-3-O-β-D-xylopyranoside) y arthromerin B (afzelechin-3-O-β-D-glucopyranoside) son glucósidos de afzelequina aislados de las raíces del helecho Arthromeris mairei. (+)-afzelechin-O-β-4'-D-glucopyranoside se puede aislar a partir de los rizomas de helecho Selliguea feei.

## Proantocianidinas
dímeros
Afzelechin-(4alpha→8)-afzelechin (formula molecular: C30H26O10, masa : 546.52 g/mol, exact mass : 546.152597, CAS number : 101339-37-1, Pubchem CID : 12395) es un B type proanthocyanidin.

Ent-epiafzelechin-3-O-p-hydroxybenzoate-(4α→8,2α→O→7)-epiafzelechin) es un A-type proanthocyanidin que se encuentra en los albaricoques (Prunus armeniaca).
Trimeros
Selligueain A (epiafzelechin-(4β-8,2β-0-7)-epiafzelechin-(4β-8)-afzelechin) es un Proantocianidina tipo A.